# فطريات كروية صغرية
فطريات كروية صِغْريّة أو ميكوسفارليات (الاسم العلمي: Mycosphaerellaceae)، فصيلة فطور من الفطريات الزقية ورتبة السخاماوات. إنها تُصيب العديد من النباتات الشائعة، مثل الأوكالبتوس، وفصيلة الآسية، والبروطية. لديها توزيع واسع النطاق.